# Nulles (ort)
Nulles är en ort i Spanien.   Den ligger i provinsen Província de Tarragona och regionen Katalonien, i den östra delen av landet, 400 km öster om huvudstaden Madrid. Nulles ligger 237 meter över havet och antalet invånare är 355.
Terrängen runt Nulles är lite kuperad. Runt Nulles är det mycket tätbefolkat, med 1 056 invånare per kvadratkilometer. Närmaste större samhälle är Tarragonès, 15,1 km söder om Nulles. 